# Porta Nuova médiévale
La Porta Nuova est, avec la Porta Ticinese, une des deux portes subsistantes de l'enceinte médiévale de Milan, en Italie. Elle se situe sur le Cerchia dei Navigli, qui reprend le tracé des remparts médiévaux de la cité.

## Historique
Construite au XIIe siècle, la Porta Nuova fut restaurée au XIXe siècle. Deux passages latéraux furent alors ouverts en parallèle des deux arches centrales d'origine, et plusieurs bas-reliefs antiques y furent apposés.
La façade côté extra-muros, donnant sur la place Cavour, conserve son apparence d'origine : les deux arches sont surmontées d'un autel en marbre de la Vierge à l'Enfant.

## Photographies

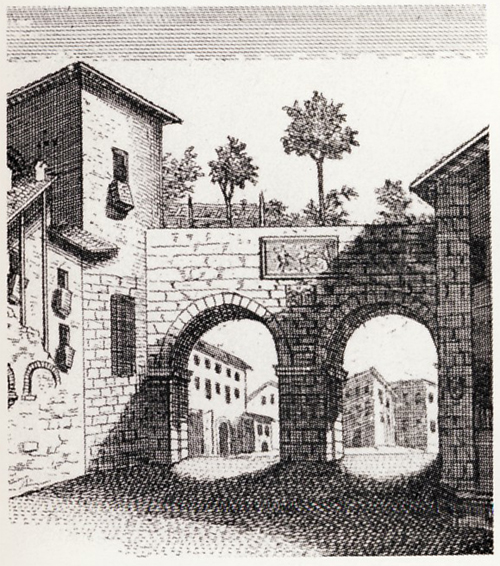
La porte dans son état d'origine
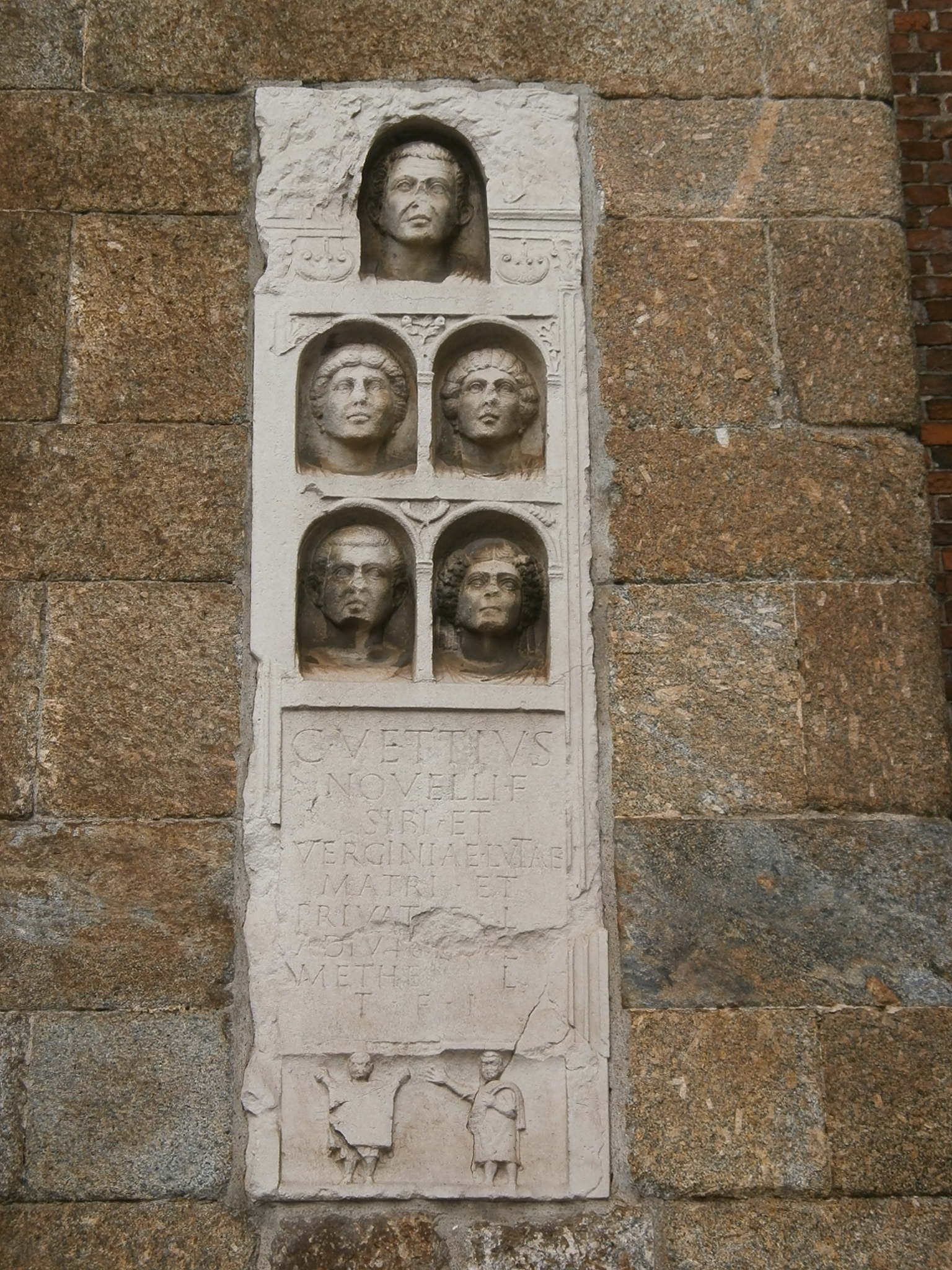
Bas-relief antique encastré dans la façade
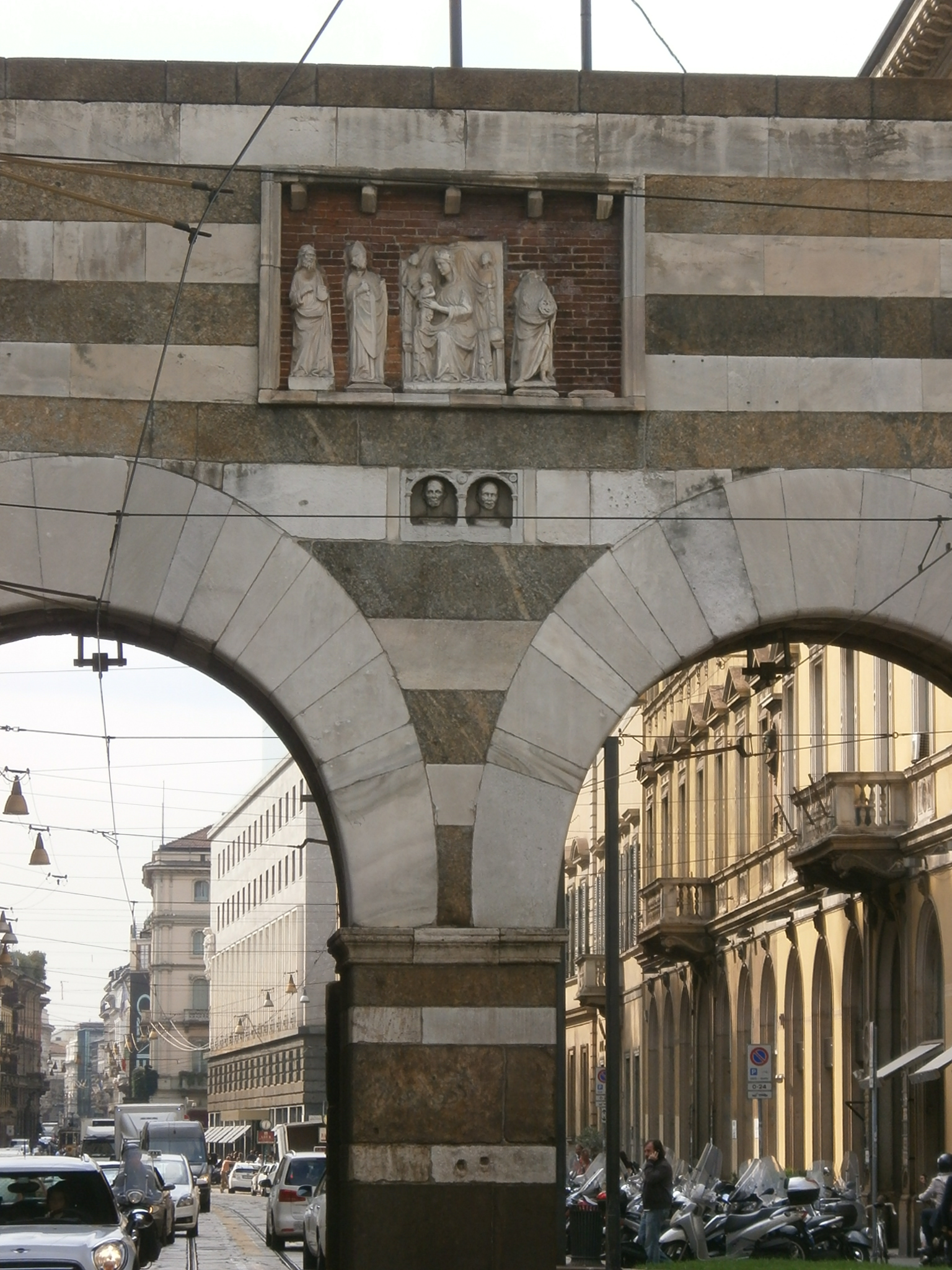
L'autel de la Vierge (marbre)

## Source de traduction
- (en) Cet article est partiellement ou en totalité issu de l’article de Wikipédia en anglais intitulé « Porta Nuova (Medieval) » (voir la liste des auteurs).